# イポリートとアリシー

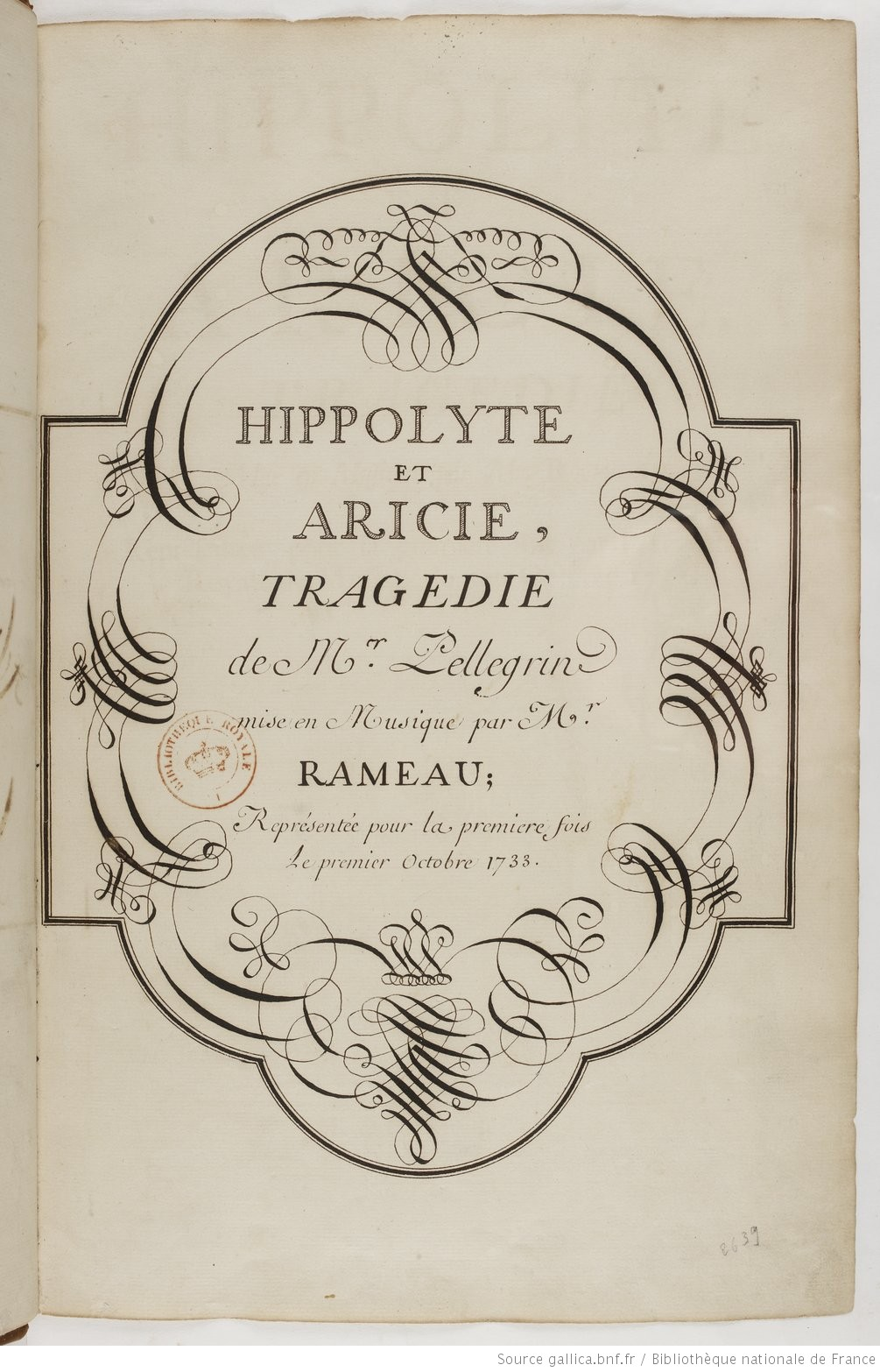
楽譜の表紙

『イポリートとアリシー』（フランス語: Hippolyte et Aricie）は、ジャン＝フィリップ・ラモーが作曲したプロローグを備えた5幕のフランス語のオペラで、トラジェディ・リリック（抒情悲劇）とされている。1733年10月1日にパリ・オペラ座にて初演された。リブレットはシモン＝ジョゼフ・ペルグランがジャン・ラシーヌの戯曲『フェードル』、エウリピデスの『ヒッポリュトス』、セネカの『パエドラ』を題材として作成した。

## 概要

### 作曲の経緯
ラヴォアによれば、ラモーが定住するためにパリにやって来た時、彼はオルガン曲、クラヴサン曲の人気作曲家となっており、世評の高い理論家ともなっていたが、さらに劇場での栄光も欲した。彼の力強い天才はまさにその方向に向いていた。ただ劇音楽においてのみ、彼はその数々の発見を応用し、自分がその秘密を良く知っている素晴らしい音の言葉を語ることができたのである。しかし、この大胆で意志強固な天才は、凡庸な詩人の拒絶や軽蔑にさらされ、世の才人たちからは嘲笑され、劇場支配人たちからは楽譜を突き返され、一般聴衆からも信頼されず、約10年も空しく時期を待たねばならなかった。1733年10月1日に『イポリートとアリシー』の総譜が現れたとき、それはもはや音楽界における反乱などではなく、紛れもなく革命だった。

### 初演とその後
1733年10月1日の初演は成功を収め、同年12月26日にはヴェルサイユでも上演された。初演から翌年にかけて約40回連続上演された。主な再演としては1742年9月11日から約43回と1757年2月25日から約24回上演された。
この『イポリートとアリシー』という問題作は、ラモーが50歳の時書かれたが、当初は様々なトラブルを引き起こした。歌手たちの何人かはオペラの難しい部分を歌いこなせず、あるいは歌いこなす気がなかった。物語の構成を批判されたことも加わって、何カ所もの削除を余儀なくされたため、作品の劇的な効果はひどく弱められた。―中略―また、他の作曲家と台本作家からは職業上の嫉みをもたれた。1742年と1757年に、それにラモーの死後に再演され、好評を博したものの、彼の他のオペラのような評判を得たことはなかった。しかし、今日ではラモーの最高傑作の一つとして正当に評価されている。
フレデリック・ロベールによれば、本作の上演が18世紀の音楽論争の口火となる。「ラモー派」と頑なにモデルを守る「リュリ派」が対立する。ラモーは終局的にはモデルに違反したのではなく、それを乗り越えたのであった。ストーリーやアリアを強調する転調の新しいコンスタントな豊かさ、筋の運びと巧妙に溶け合い、ホモフォニーあるいはフーガ様式で構成されたコーラスの多様性、バレエ曲の魅力、汲み尽くせないほど豊かに湧いて来るメロディ、こういったメリットが当然ながらラモー派の熱狂をかき立てていたのである。彼らは老カンプラ を中心にグループを形成していた。
イギリス初演は1965年5月13日にバーミンガムで、アンソニー・ルイスの指揮、ジャネット・ベイカー、ロバート・ティアー、ジョン・シャーリー＝カークらによって行われた。アメリカ初演は1966年4月6日にボストンで行われた。
日本初演は2003年11月7日に北とぴあさくらホールにて、コンサート形式で、指揮：寺神戸亮、イポリート：ジャン＝フランソワ・ノヴェリ、アリシー：ガエル・メシャリー、テゼ：ステファン・マクラウド、フェードル：波多野睦美、管弦楽と合唱：レ・ボレアードによって行われた。

## 作品と音楽

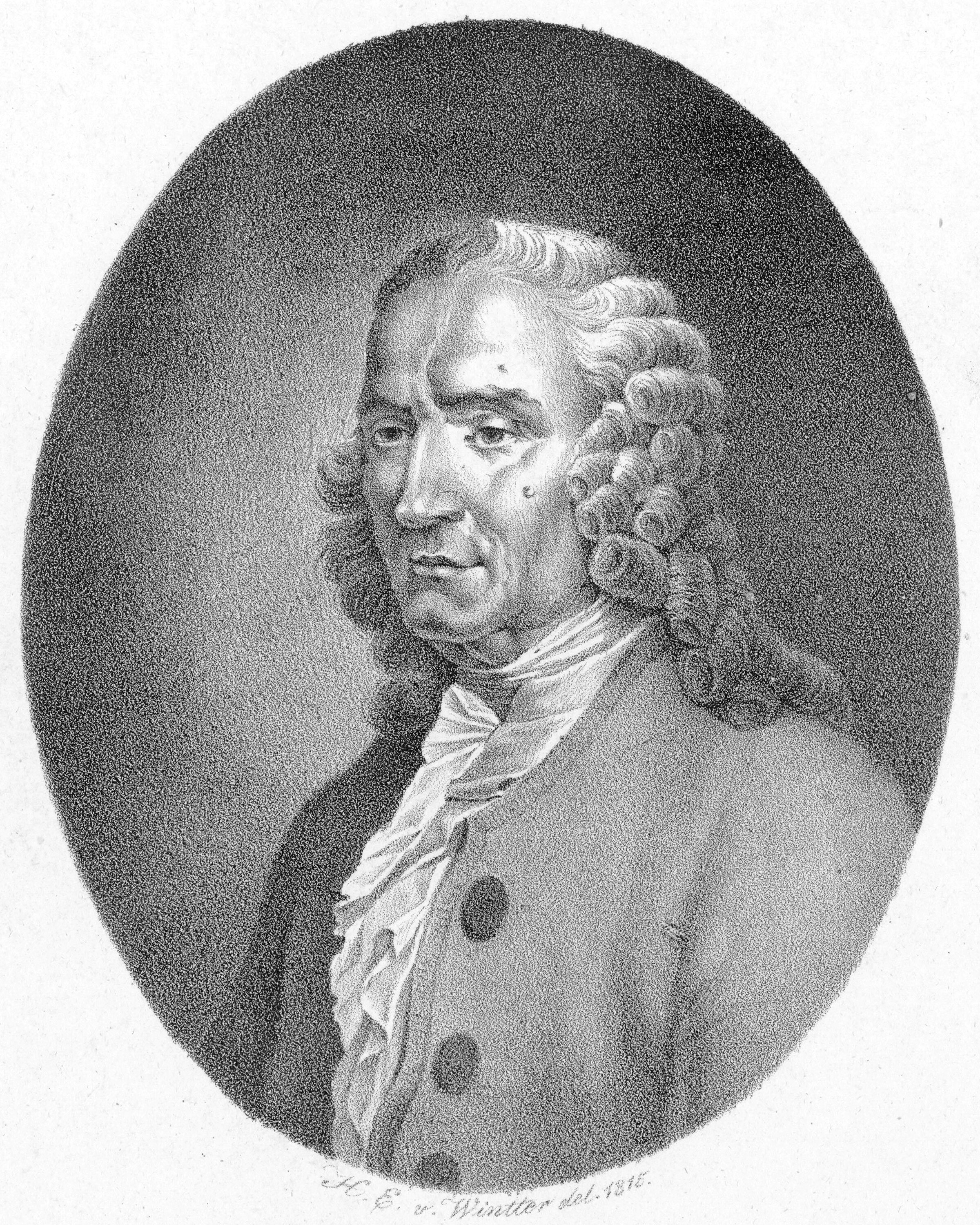
ラモー

『ラルース世界音楽事典』は「本作はラモーの現存するオペラの中で最初の作品である。ラモーはここでは、一般的な構成とリュリ派のオペラ形式を保持している。例えば、寓意的なプロローグ、幕ごとのディヴェルティスマン、豊富な合唱と器楽曲、柔軟な形式による声楽曲、などである。第2幕に見られる筋から外れた挿話や、装飾的な性格を持つ数々の場面が劇的な連続性を阻んでいるが、複雑な音楽書法の質は高く、作品の初めから終わりまで極めて独創的な調子が保たれている。
運命の女神たちの3重唱（第2幕5場）および第4幕の狩りの女神たちの合唱は、この時代ではバッハとヘンデルのみが匹敵しうるほどの和声的豊かさと音響的豪華さを備えている。さらに、第4幕のディヴェルティスマンには対比的効果が見られ、続いておこる波乱――怪物の出現、イポリートの死の想定、フェードルの絶望、そして、合唱による胸を打つ締めくくり――の激しさをいやが上にも高めている。各幕の最後の部分は、すべて抒情悲劇に可能な限りの自由な書法で処理され、独唱群とアンサンブルがひとつの音楽的流れとなるよう繋ぎ合わされている。
独唱による声楽書法の基礎となるレシタティフは、台詞回しや旋律的音程や和声運びにおいて尽きることのない変化を見せる。テゼ役にはアリオーソが与えられているが、調性的統一と管弦楽の豊かさでアリアと変わらない。アリアは色々な形式と規模によっている。―中略―ロンド形式やダ・カーポ形式の瞑想的なアリアでは、特にオーケストラ伴奏の密度の濃さが特筆される」と分析している。
『オックスフォードオペラ大事典』では「本作でラモーはたちまちのうちにフランス・オペラ界に新たな型を確立した。それは、リュリの死後、様式上の冬眠状態に陥っていたフランス・オペラを目覚めさせる役割を果たした。最初から彼は、一致して本作を非難した批評家やアカデミーの会員たちから論争好きの人物と見なされたが、幸い聴衆からは強く称賛された。聴衆は本作の中にフランス音楽の進むべき道を見たのである。本作はリュリの原型が出発点になってはいるものの、ラモーは感情に対するより、偉大な感受性によって、腕のいい脚本家の協力を仰いだ物語の筋をさらに豊かに鮮明に演出することができた。リュリの《栄光》の強調および豪華な光景に、強められた劇的認識が取って代わり、古典的神話より人を惹きつける筋に変えられた。そこでは人間の感情が一役買っている。それゆえ、アリシーは、ラシーヌの『フェードル』では小さな役しか担っていないが、オペラでは話の筋には十分に参加している。一方、戯曲ではほとんど触れられていないイポリートの色好みの側面が十分に探求されているために、イポリートの英雄的行為を強調することは減じられている。
フェードルの人物描写も同様に悲劇のヒロインから、つれなくされた女のカリカチュアのようなものに変えられている。また、テゼの冥府での闘争のようなまったく新しいエピソードを挿入することは、ラモーにオーケストラを効果的に使って絵のように描く機会を与えた。さらに、合唱は主人公の背景を作り出すと共に、筋にも参加するのだが、その劇的手法は当時の模範として注目すべき進歩を示した。」と分析している。
リュリの時代のオペラは、ほとんどがレシタティフということもあり、歌っている登場人物の内面を表現するよりも、歌詞の抑揚をなぞって、歌詞の意味内容を強調することに音楽伴奏の主眼があった。これに対して、ラモーの特徴は歌詞の内容を音形によって模倣的に表現すると言う場合が非常に多いことにある。

## リブレット

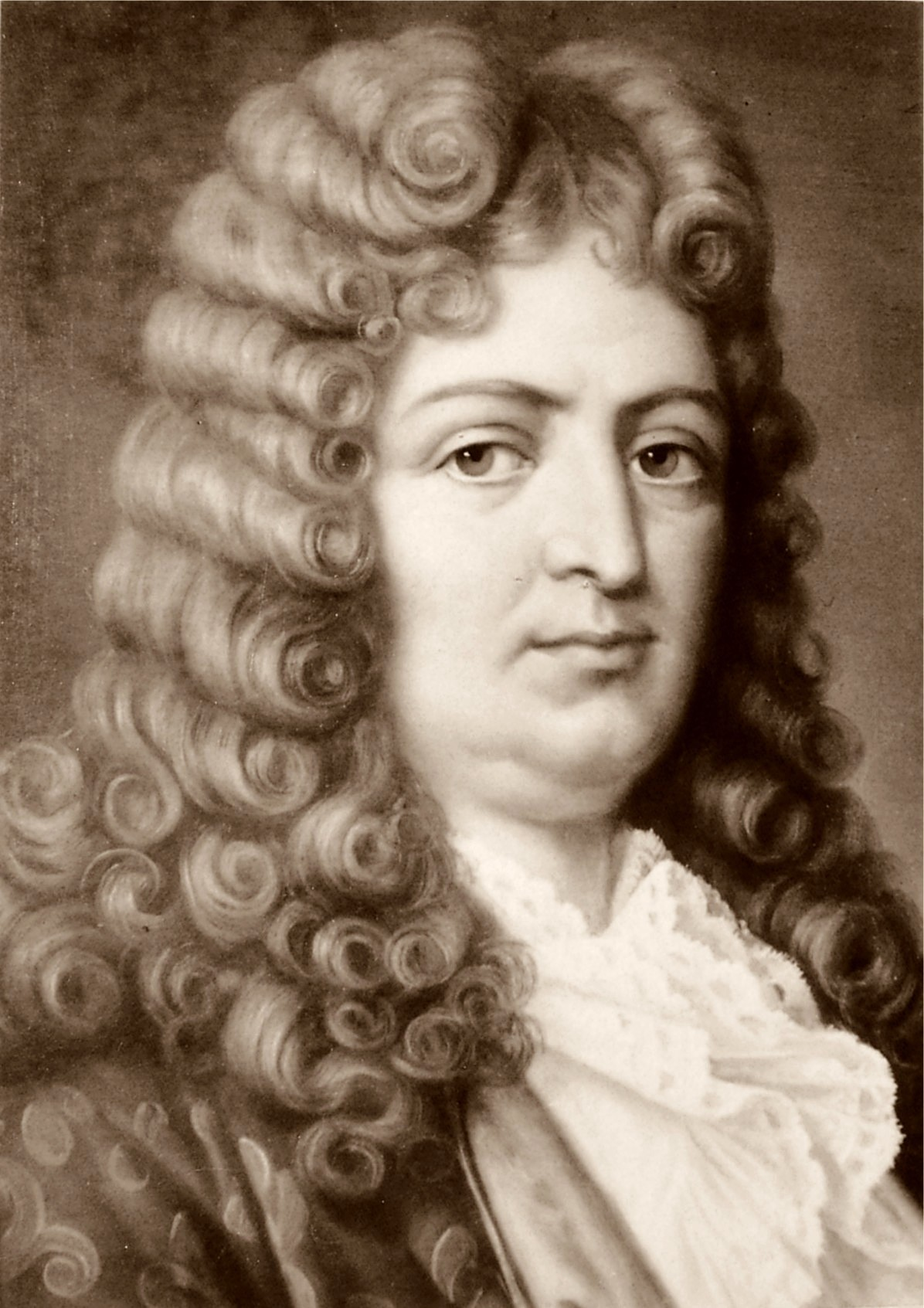
ジャン・ラシーヌ

『新グローヴ オペラ事典』は「フェードルの禁断の愛の物語を採り上げるにあたって、ペルグランはラシーヌの『フェ―ドル』とそのモデルとなった古典的作品から幾つかの要素（詩の何行か）を借用した。しかし、ペルグランの台本では登場人物たちの関係のバランスは変えられている。物語の中心となるのは題名の恋人たち二人ではなく、悲劇的な人物のテゼとフェードルなのである。テゼの無私の使命とそれがもたらす試練を第2幕にあてることにしたため、テゼはいっそう力強く、聴く者の心を強く動かす。第3幕ではペルグランは意図的に歓迎のディヴェルティスマンを挿入し、テゼが目撃したばかりの事柄の真実を知るのを妨げる。そのため、テゼは自分の苦悩を抑えなければならず、それだけにこの感情がほとばしり出た時の衝撃はいっそう大きく、その悲劇的な結果として第4幕が感じられるのである。―中略―テゼの自殺未遂とネプテューヌの罰を威厳をもって受け入れる態度はバロック・オペラの不朽の登場人物の一人に相応しい終わり方である。―中略―フェードルの愛の告白の場面はラシーヌの原作に充分相応し、イポリートが死んだと思った時の自責の念を表記した音楽は、18世紀オペラの傑出したパッセージの一つである。』と分析している。
本作のリブレットはラシーヌの『フェードル』を底本としているが、ギリシア古典から若干の変更がある。一つ目はアリシーの設定の変更。二つ目はイポリートの方が王妃に邪恋したと中傷するのは、王妃ではなく乳母に変えられていること。三つ目はイポリートは義母を犯した罪を問われるのではなく、それを意図したと訴えられるにとどまっていること、などである。ペルグランの台本は『フェードル』に準拠しながら、リュリの抒情悲劇にのっとった大掛かりなスペクタクルとしての見せ場を盛り込むものに改変している。しかし、ラシーヌの詩句を単語のみ入れ替えて数多く採用している。

## 演奏時間
序曲：約3分、プロローグ：約25分、第1幕：約32分、第2幕：約30分、第3幕：約30分、第4幕：約20分、第5幕：約35分、合計：約2時間55分

## 登場人物
| 人物名                                                                                 | 原語                         | 声域                            | 役                                 | 初演のキャスト 指揮：フランソワ・フランクール                                             |
| -------------------------------------------------------------------------------------- | ---------------------------- | ------------------------------- | ---------------------------------- | ----------------------------------------------------------------------------------------- |
| イポリート （ヒッポリュトス）                                                          | Hippolyte                    | オートコントル （Haute-contre） | テゼの子。母親はアマゾーンの女王。 | ドゥニ＝フランソワ・トリブー （Denis-François Tribou）                                    |
| アリシー                                                                               | Aricie                       | ソプラノ                        | アテナイの王族の娘                 | マリー・ペリシエ                                                                          |
| テゼ （テーセウス）                                                                    | Thésée                       | バス                            | アテナイ王                         | クロード＝ルイ＝ドミニク・シャス＝ド＝シネー （Claude-Louis-Dominique Chassé de Chinais） |
| フェードル （パイドラー）                                                              | Phèdre                       | ソプラノ                        | テゼの妻。ミノスとパジフィエの娘。 | マリー・アンティエ                                                                        |
| ディアーヌ                                                                             | Diane                        | ソプラノ                        | 狩猟、貞節と月の女神               | エルマンス嬢 （Mlle Eremans）                                                             |
| アムール                                                                               | L'Amour                      | ソプラノ                        | －                                 | ピエール・ジェリオット                                                                    |
| プリュトン                                                                             | Pluton                       | バス                            | 冥府の神                           | ジャン・ダン （Jean Dun）                                                                 |
| ジュピテル                                                                             | Jupiter                      | バス                            | ローマ神話の主神                   | ジャン・ダン （Jean Dun）                                                                 |
| アルカス                                                                               | Arcas                        | バリテノール                    | テゼの友人                         | ルイ=アントワーヌ・キュヴィリエ （Louis-Antoine Cuvilliers）                              |
| メルキュール                                                                           | Mercure                      | バリテノール                    | －                                 | デュマスト （Dumast）                                                                     |
| パルク                                                                                 | Parques                      | テノール、バリテノール、バス    | 運命の三女神                       | キュイニェ、キュヴィリエ、ジェリオット （Cuignier, Cuvilliers et Jélyotte）               |
| エノーヌ                                                                               | Œnone                        | ソプラノ                        | フェードルの乳母で相談役           | モンヴィル嬢 （Mlle Monville）                                                            |
| ディアーヌの女司祭                                                                     | La Grande-Prêtresse de Diane | ソプラノ                        | －                                 | プティパ嬢                                                                                |
| ティジフォーヌ                                                                         | Tisiphone                    | バリテノール                    | 復讐の女神                         | ルイ＝アントワーヌ・キュヴィリエ （Louis-Antoine Cuvilliers）                             |
| 合唱：地底の精霊、トロイゼーヌの人々、船員、狩人、ディアーヌのニンフ、羊飼い、森の人々 |                              |                                 |                                    |                                                                                           |

※マリー・カマルゴがダンサーとして参加した。

## 楽器編成
- 木管楽器: ピッコロ2、フルート2、オーボエ2、クラリネット2、ファゴット2
- 金管楽器: ホルン2、トランペット2、ミュゼット2
- 打楽器: ティンパニ
- 弦楽合奏（ヴィオラは2つに分割されている） 、チェンバロ

## あらすじ
時と場所：時は不明、トロイゼーヌの町、黄泉の国

### プロローグ
エリマントの森
森の精ニュンフたちの合唱が女神ディアーヌを讃えている。ディアーヌと愛の神アムールが森の住人の支配権をめぐって激しく口論となる。そこに大神ジュピテルが降臨し、年に一度だけは森に住む純潔の乙女達をアムールに任せてよいと命じて、立ち去る。ディアーヌはやむなく承諾するが、アテネのテゼの息子イポリートとパラスの末裔アリシーは保護すると約束する。アムールは愛の勝利を歌い、森の住人も唱和して終わる。

### 第1幕
ディアーヌの神殿

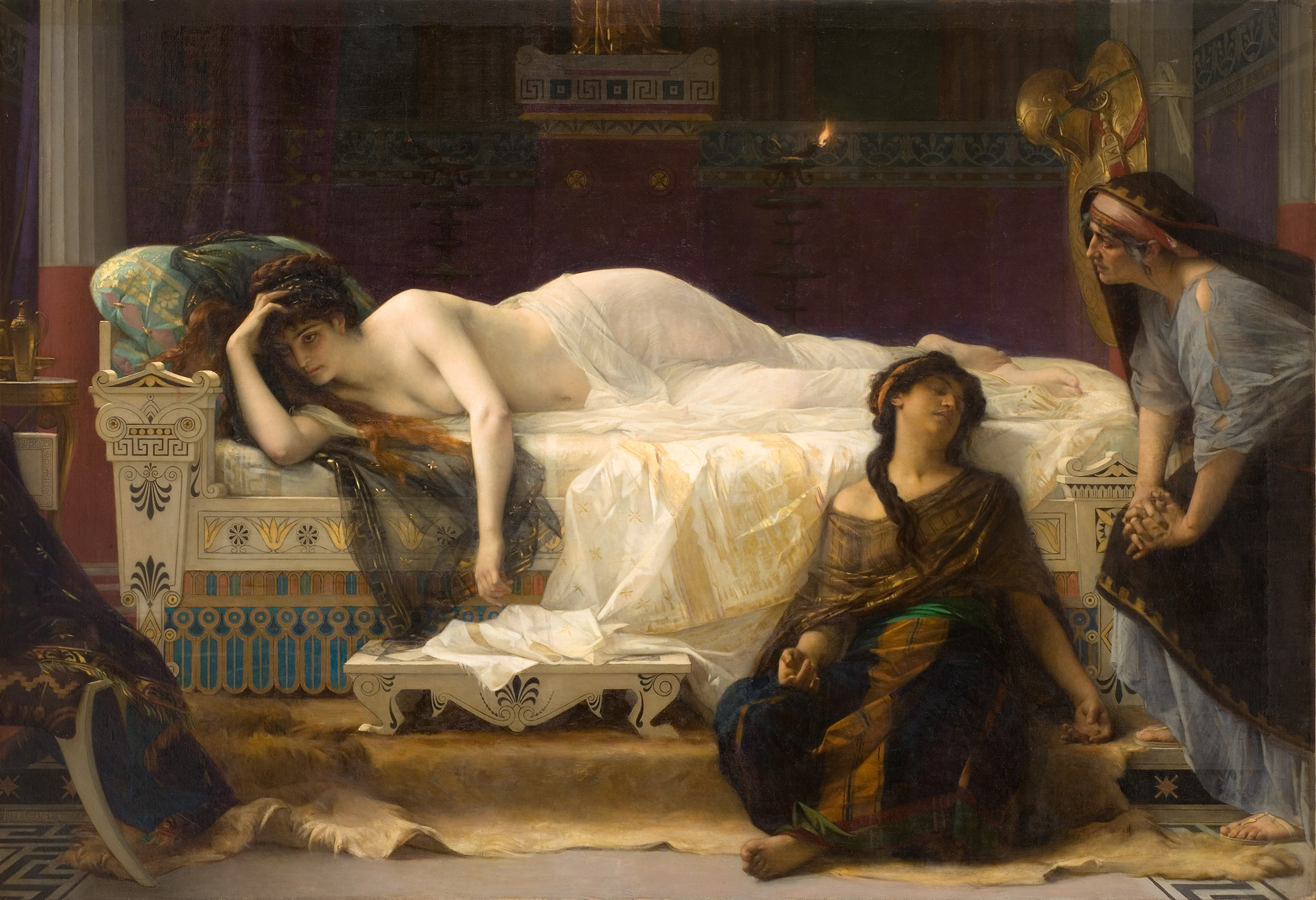
アレクサンドル・カバネルによるイポリートへの愛に苦悩するフェードル

テゼは敵対するパラス家の息子たちを排除し、アテネの王位に就いていた。そして、パラス家の最後の生き残りであるアリシーに生涯純潔を貫くことを強要していた。
テゼの命令により、自らの意に反して純潔の誓いをたてざるを得ないアリシーは〈アリア〉「聖なる寺院、静かなるすみか」（Temple sacré, séjour tranquille）で、イポリートへの秘めた愛情を切々と歌う。イポリートが姿を現し、アリシーを引き止めると、二人は互いの愛を告白しあう。そして、巫女たちがディアーヌに敬意を表して、歌い踊ると、そこにテゼの前妻との息子イポリートに許されぬ恋情を抱いているフェードルが登場し、テゼの命令を遂行するように強く促す。アリシーが反抗的な態度を示すと、フェードルはアリシーがイポリートを愛するが故に、テゼとの誓いを破るのではないかと疑って、嫉妬に狂い、二人の守り神ディアーヌの神殿を略奪するよう護衛たちに命じる。するとディアーヌに仕える巫女たちが助けを求めると、雷鳴と共にディアーヌが降臨し、イポリートとアリシーを護ることを再度宣言する。打つ手が無くなったフェードルが悔しがっていると、テゼが黄泉の国へ降りたという知らせが入る。フェードルに仕えるエノールは今や未亡人も同然なのだから、義理の息子イポリートへの愛の告白は良いのではないかと示唆する。さらに、アリシーは愛しか与えるものがないが、フェードルは愛と王冠を与えられると説得する。フェードルはためらいながらもこれに同意し、イポリートの愛が得られなければ死をも厭わないと呟くのだった。

### 第2幕

#### 第1場
黄泉の国の入口
テゼの友人ピリトゥスは、黄泉の国の神であるプリュトンの妻プロゼピーヌの誘拐を企て、囚われの身となっていた。それを知ったテゼはピリトゥスを救うために「三度、王を救う」と誓約をたてる父ネプテューヌ神の助けを借り、黄泉の国の入口に降りて来る。テゼがピリトゥスの解放を願い出ると、復讐の女神ティジフォーヌは拒否し〈二重唱〉「一人の生贄で満足しておくれ」（Contente-toi d'une victime）が歌われる。

#### 第2～5場

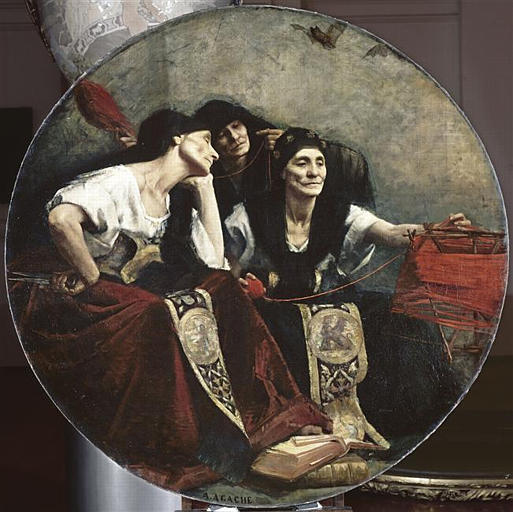
運命の三女神

その時黄泉の国の門が開きプリュトンが現れる。テゼは同志ピリトゥスと同じ罰を受けたいと懇願する。怒りが収まらないプリュトンは、「アヴェルヌよ！テナール！コキート！プレゲトンよ！」と地獄の川を呼びだし復讐を要求する。尚もピリトゥスとの面会を願うテゼに、地獄の神々は「死のみが再会の時である！」と告げる。そこでテゼは死を望むが、女神たちは厳しいホモフォニックな〈運命の神々の第一の三重唱〉「運命の神の最高意思によって」（Du Destin le vouloir suprême）を歌い、死の時は運命によって定められていると退ける。万策尽きたテゼはやむなく地上に戻る事を決意し、再び父ネプテューヌに、地上への帰還を祈る。しかし神々の声は「地獄に入った者は再び地獄から出ることは出来ない」と歌う。するとネプテューヌの使者メルキュールが現れ、プリュトンにテゼの解放を命じる。運命の女神たちは〈〈運命の神々の第二の三重唱〉〉で「お前は地獄から出るが、お前の国で地獄を見るだろう！」（Tu sors de l’infernal Empire,
pour trouver les Enfers chez toi.）と予言する。

### 第3幕
海に面したテゼの宮殿

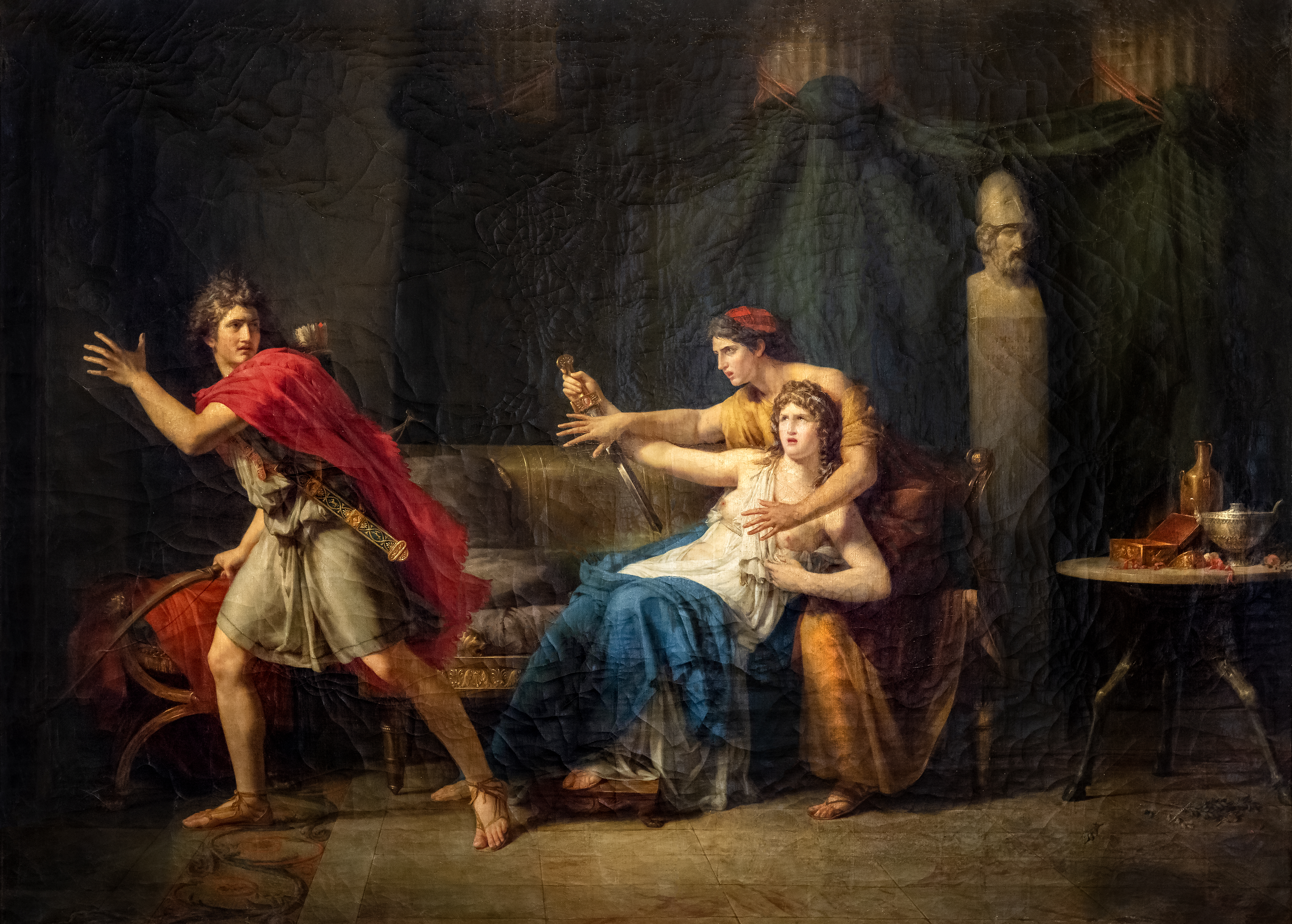
フェードルに告白されたイポリート

フェードルは自責の念にかられながらも、愛の神ヴェーヌスにイポリートへの愛が受け入れられるように願いつつ〈アリア〉「愛の神の残酷な母君」（Cruelle Mère des Amours）で心の葛藤を歌う。そこに現れたイポリートはアリシーのことでフェードルを怒らせたことを謝罪し、改めて忠節を誓う。するとフェードルはそれをイポリートの愛の証だと誤解し「王位、息子そして母」（le trône, & le fils, & la mère）を捧げると歌う。フェードルの真意が分からないイポリートは王位を断り、フェードルの実の息子の王位継承を支持し、「自分が望むのはアリシーだけだ」（Aricie est tout ce que j’aime）と告げる。嫉妬に狂うフェードルはアリシーはライバルだと口走る。ようやく真意に気づいたイポリートは愕然とし、フェードルを拒絶し、天罰を求める。自分の愛に望みの無いことを悟ったフェードルは死を望み、イポリートの剣を奪い、私を殺せと執拗に迫る。そこにテゼが黄泉の国から帰還し、イポリートとフェードルの争いを目の当たりにする。テゼは息子が継母の貞節を冒そうとしていると勘違いする。愕然として、妻を問い質すが、フェードルは反抗的な態度を示し、説明もせずに立ち去る。高潔なイポリートは真相を話そうとせず、国外追放を望む。エノーヌはイポリートが継母を犯そうとしたのは事実だとほのめかす。テゼが困惑しているところに、家臣たちが現れ、「この海神の栄光で、岸を満たせ」（Que ce rivage retentisse, de la gloire du dieu des flots）と合唱し、王の生還を祝ってダンスを踊る。家臣たちが帰るや、テゼは最後の願いとしてイポリートの処罰をネプテューヌに深い苦悩を伴って歌う。すると、海が荒れ始め、ネプテューヌが願いを聞き入れたことが暗示される。

### 第4幕
海辺のディアーヌの林　

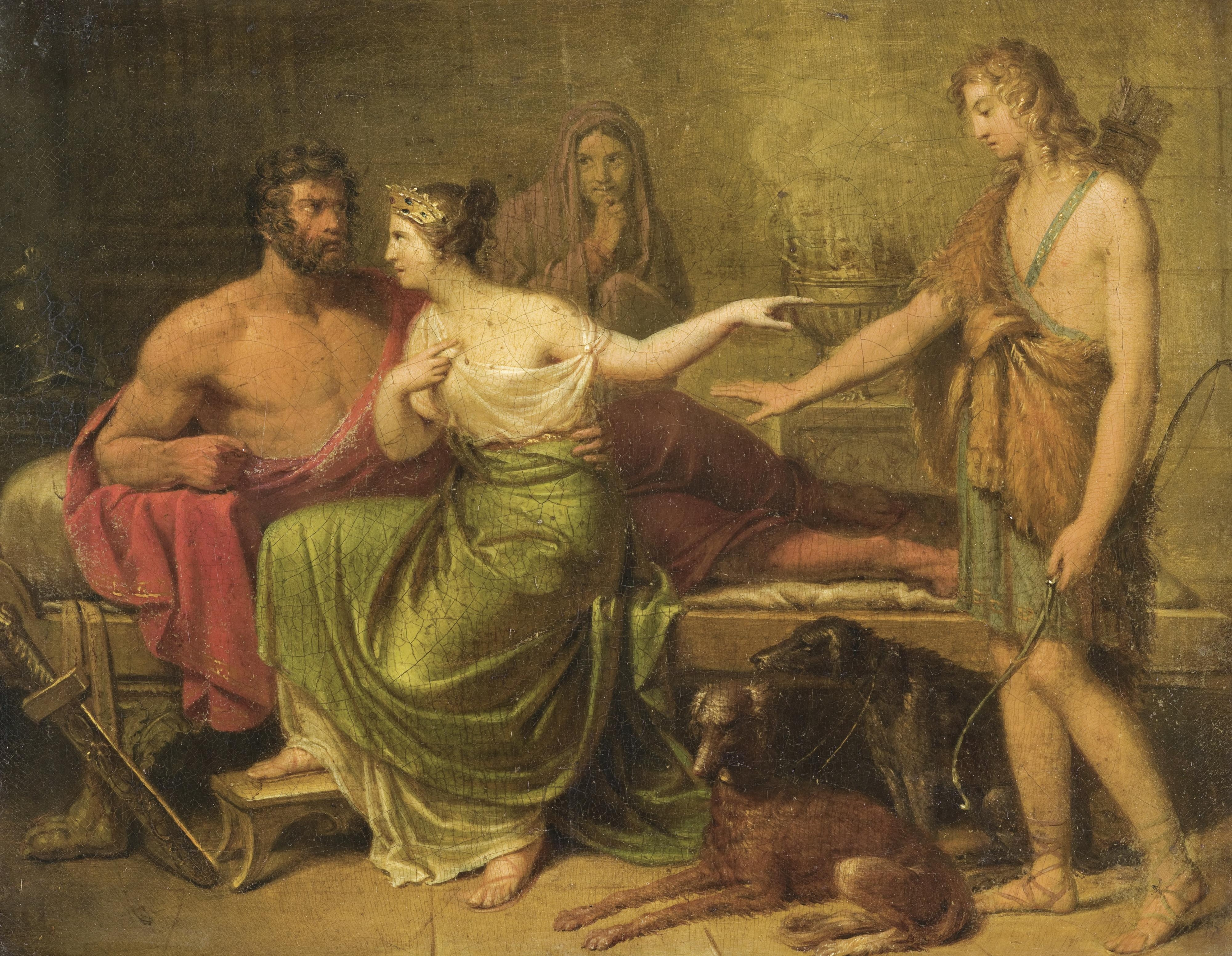
イポリート、フェードル、テゼ

イポリートは「一日で愛する者すべてを失うとは！」（Ah ! Faut-il en un jour, perdre tout ce que j’aime !）と歌い運命を嘆き悲しむ。アリシーが現れるとイポリートの苦悩を知り、妻として追放に同行すると告げる。テゼに背く二人は守り神ディアーヌに祈り、〈二重唱〉「永遠の信仰を誓う」（Nous allons nous jurer une immortelle foi ）を歌う。ホルンの響きが聞こえてくると、狩人たちがディアーヌを賛美しにやってくる。彼らは踊りを踊り始める。すると、踊りの音楽をかき消すように、突風が吹き、海が盛り上がると、恐ろしい怪獣が現れる。激しいオーケストラに驚愕する合唱が重ね合わされる。イポリートは勇敢にも怪獣に立ち向かうが、炎に包まれて、海の中に消えていく。人々はイポリートが死んだと思い、激しく動揺して、彼の死を嘆く。そして、アリシーはショックで気を失ってしまう。そこに、姿を現したフェードルは「イポリートの死は私の仕業」（sa mort est mon seul ouvrage）と深い悔恨の心情をあらわし、テゼに真実を伝える。

### 第5幕

#### 第1場
海辺のディアーヌの林　

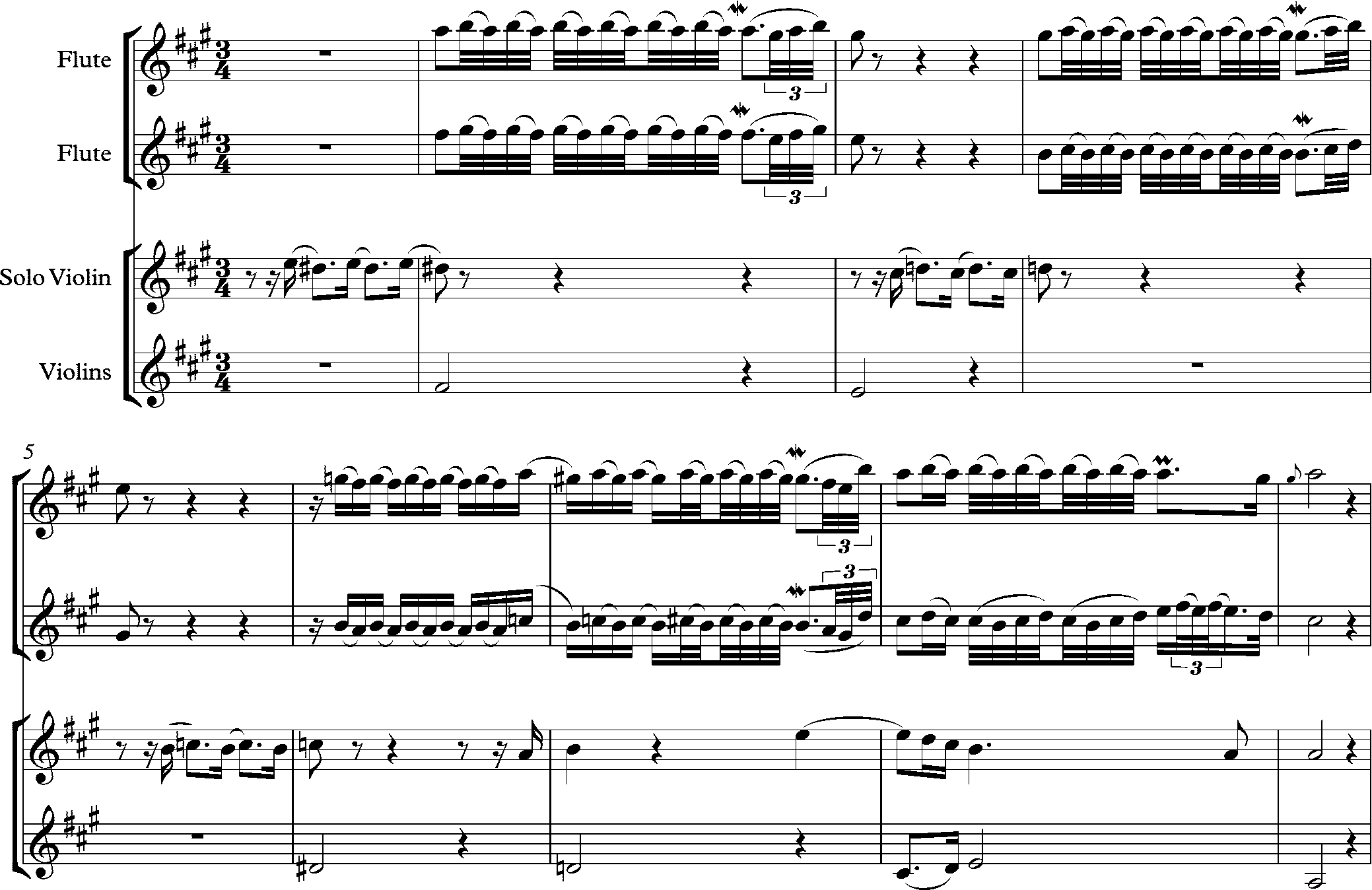
「恋する夜泣き鶯たちよ」の楽譜

フェードルは自ら命を絶ち、テゼは真実を知る。テゼは息子も妻も失い、悲嘆に暮れ、「偉大なる神々よ！私はどんなにか後悔に苛まれていることか！」と心情を吐露する。そして、テゼは海に身を投げようと決心する。すると、ネプテューヌが現れ「イポリートはディアーヌの取り計らいにより生きているが、息子を信じなかった償いとして、二度と息子に会うことは許されない」と告げる。テゼは「もうおまえに会うことはない。」（Je ne te verrais plus.）と嘆き、厳粛に罰を受け入れる。

#### 第2場
アリシーの森
牧歌的な調べが心地良く聞こえてくる森の中でアリシーは目を覚ますが、愛するイポリートを失った悲しみに暮れている。羊飼いたちがディアーヌに祈りを捧げ、降臨した女神ディアーヌは「アリシーの愛すべき英雄が現れ、夫になるだろう！」と告げる。絶望にくれるアリシーは、愛すべき英雄の姿を見ようとしない。そこにイポリートが西風に連れられて来る。二人は〈二重唱〉「最も幸福な時よ！」（Le moment qui vous rend à moi
est le plus heureux de ma vie）と歌い、ディアーヌに感謝を伝える。森の住人たちも愛する二人の再会を祝福し、ディアーヌに祈りを捧げ、幸福に包まれる。羊飼いの娘が「恋する夜泣き鶯たちよ」（Rossignols amoureux）を歌い、静かに幕が下りる。

## 関連作品
トンマーゾ・トラエッタ
- オペラ『イッポリートとアリシア（英語版）』（1759年）

## 主な全曲録音・録画
| 年   | 配役 イポリート アリシー テゼ フェードル                                                       | 指揮者 管弦楽団 合唱団                                                                                                | レーベル                         |
| ---- | ---------------------------------------------------------------------------------------------- | --- | -------------------------------- |
| 1964 | ジェラール・デュナン ラシェル・ヤカール ルイ・モラン リーズ・アルスゲ                          | ピエール・ブーレーズ フランス国立放送管弦楽団 フランス放送合唱団 シャンゼリゼ劇場での上演                             | CD: ALTUS EAN:4543638003471      |
| 1994 | ジャン=ポール・フシェクール ヴェロニク・ジャンス ラッセル・スマイス ベルナルダ・フィンク       | マルク・ミンコフスキ レ・ミュジシャン・デュ・ルーヴル サジタリウス(合唱団）                                           | DVD:DG EAN:4988005298973         |
| 1997 | マーク・パドモア アンナ=マリア・パンツァレッラ ロラン・ナウリ ロレイン・ハント                 | ウィリアム・クリスティ レザール・フロリサン （管弦楽団および合唱団）                                                  | CD: Erato EAN:0825646630523      |
| 2014 | トピィ・レティプー アンヌ=カトリーヌ・ジレ ステファヌ・デグー サラ・コノリー                   | エマニュエル・アイム ル・コンセール・ダストレ （管弦楽団および合唱団） 演出：イヴァン・アレクサンドル                 | DVD: Erato EAN:0825646229178     |
| 2014 | エド・リヨン クリスティーネ・カルク ステファヌ・デグー サラ・コノリー                          | ウィリアム・クリスティ エイジ・オブ・インライトゥメント管弦楽団 グラインドボーン音楽祭合唱団 演出: ジョナサン・ケント | DVD: Opus Arte EAN:0809478071501 |
| 2018 | レイナウト・ファン・メヘレン アンナ・プロハスカ ギュラ・オレント マグダレーナ・コジェナー      | サイモン・ラトル フライブルク・バロック管弦楽団 ベルリン国立歌劇場合唱団 演出: アレッタ・コリンズ                     | DVD:EuroArts EAN:0880242643186   |
| 2020 | レイナウト・ファン・メヘレン エルザ・ブノワ ステファヌ・デグー シルヴィ・ブリュネ=グリュポッソ | ラファエル・ピション ピグマリオン （管弦楽団および合唱団） 演出:ジャンヌ・カンデル パリ・オペラ・コミック座での上演   | DVD:Naxos EAN:0747313570751      |